# Xavier Pérez
Xavier Pérez (nascido em 15 de janeiro de 1968) é um ex-ciclista andorrano.

## Olimpíadas
Participou, representando Andorra, de dois Jogos Olímpicos, em 1988 e 1992, na modalidade do ciclismo de estrada.